# Condizione d'equità
Rimandiamo alla voce condizione di chiusura elementare per una adeguata introduzione al  significato del termine condizione di chiusura e del concetto di equità finanziaria.
La condizione di chiusura finanziaria o di equità sancisce il principio per il quale la somma dei valori attuali delle singole rate, valutate alla data futura t_n corrispondente alla scadenza dell'ultima rata, eguaglia il capitale prestato {\displaystyle S}. In formula:
{\displaystyle \sum {\frac {\quad R_{k}}{(1+i)^{k}}}=S}
Si noti che questa condizione, come la condizione di chiusura elementare, deve valere in ogni tipo di ammortamento. L'abbinamento delle due condizioni permette di costruire il piano di ammortamento desiderato.
Vediamo un esempio, basato su di un piano di ammortamento francese.
Rammentiamo che un piano di ammortamento francese prevede rate posticipate, tutte di eguale importo. Il prestito consiste di 5.000 euro, da restituire in 12 rate mensili posticipate, all'interesse del 7,5% (tasso di periodo).
```
       Periodo Rata     Quota          Quota           Debito          Debito
                        Capitale       Interessi       Residuo         Estinto			
```

```
       0                                                5.000,00           0,00
       1       646,39   271,39         375,00          4.728,61          271,39
       2       646,39   291,74         354,65          4.436,87          563,13	
       3       646,39   313,62         332,77          4.123,24          876,76	
       4       646,39   337,15         309,24          3.786,10        1.213,90  	
       5       646,39   362,43         283,96          3.423,67        1.576,33	
       6       646,39   389,61         256,77          3.034,05        1.965,95	
       7       646,39   418,84         227,55          2.615,22        2.384,78	
       8       646,39   450,25         196,14          2.164,97        2.835,03	
       9       646,39   484,02         162,37          1.680,95        3.319,05	
       10      646,39   520,32         126,07          1.160,63        3.839,37	
       11      646,39   559,34          87,05            601,29        4.398,71	
       12      646,39   601,29          45,10              0,00        5.000,00	
```

Possiamo verificare che, come richiesto dalla formula, la somma dei fattori
{\displaystyle \sum {\frac {1}{(1+i)^{k}}}}
moltiplicata per la rata {\displaystyle R_{k}} dà esattamente il capitale da restituire.
A tal fine, presentiamo il prospetto di calcolo che verifica questa condizione.
```
 n   

  

    

      

        
(

        
1

        
+

        
0

        
,

        
075

        

          
)

          

            
n

          

        

      

    

    
{\displaystyle (1+0,075)^{n}}

  

     

  

    

      

        
1

        

          
/

        

        
[

        
(

        
1

        
+

        
0

        
,

        
075

        

          
)

          

            
n

          

        

        
]

      

    

    
{\displaystyle 1/[(1+0,075)^{n}]}

  

```

```
 1   1,08        0,93
 2   1,16        0,87
 3   1,24        0,80
 4   1,34        0,75
 5   1,44        0,70
 6   1,54        0,65
 7   1,66        0,60
 8   1,78        0,56
 9   1,92        0,52
10   2,06        0,49
11   2,22        0,45
12   2,38        0,42

        somma:   7,74
```

Il valore della rata moltiplicato l'importo somma dà:
```
646,39 * 7,74 = 5000
```

che corrisponde al prestito.